# Championnats de Tunisie d'athlétisme 1986
Navigation
1985 1987
Les championnats de Tunisie d'athlétisme 1986 sont une compétition tunisienne d'athlétisme se disputant en 1986.

## Palmarès
| Discipline            | Hommes                   | Hommes          | Femmes          | Femmes        |
| --------------------- | ------------------------ | --------------- | --------------- | ------------- |
| 100 m                 | Messaoud Fguiri          | 10 s 5          | Lamia Makni     | 12 s 1        |
| 200 m                 | Messaoud Fguiri          | 21 s 5          | Lamia Makni     | 25 s 6        |
| 400 m                 | Adel Jemmali             | 48 s 6          | Sarra Touibi    | 57 s 5        |
| 800 m                 | Abdessatar Khémiri       | 1 min 51 s 8    | Sarra Touibi    | 2 min 11 s 8  |
| 1 500 m               | Mohamed Néji Henchiri    | 3 min 47 s 3    | Selma Khardani  | 4 min 37 s 9  |
| 3 000 m               |                          |                 | Selma Khardani  | 10 min 16 s 2 |
| 5 000 m               | Abderrazak Gtari         | 14 min 16 s 3   |                 |               |
| 10 000 m              | Féthi Manaï              | 31 min 5 s 5    |                 |               |
| 100 m haies           |                          |                 | Khédija Guebsi  | 15 s 6        |
| 110 m haies           | Fadhel Khayati           | 14 s 8          |                 |               |
| 400 m haies           | Fadhel Khayati           | 53 s 1          | Hend Kabaoui    | 63 s 9        |
| 3 000 m steeple       | Habib Romdhane           | 8 min 48 s 1    |                 |               |
| Relais 4 × 100 mètres |                          |                 |                 |               |
| Relais 4 × 400 mètres |                          |                 |                 |               |
| Saut en longueur      | Mohamed El Aïd Zaghdoudi | 7,36 m          | Najwa Gammara   | 5,57 m        |
| Triple saut           | Larbi Fezzani            | 14,62 m         |                 |               |
| Saut en hauteur       | Lamine Cheffi            | 1,90 m          | Kawther Akrémi  | 1,65 m        |
| Saut à la perche      | Choukri Abahnini         | 4,70 m          |                 |               |
| Lancer du poids       | Abderrazak Ben Hassine   | 15,94 m         | Latifa Nefzaoui | 12,36 m       |
| Lancer du disque      | Abderrazak Ben Hassine   | 53,20 m         | Nabila Mouelhi  | 45,18 m       |
| Lancer du marteau     | Youssef Ben Abid         | 54,96 m         |                 |               |
| Lancer du javelot     | Mongi Alimi              | 70,22 m         | Hayet Ben Slama | 38,20 m       |
| Décathlon             | Anis Driss               | 5 692           |                 |               |
| Heptathlon            |                          |                 | Kawther Akrémi  | 4 090         |
| Marathon              | Ali Chehidi              | 2 h 49 min 32 s |                 |               |